# Ивайтосё
Ивайтосё (устар. Ивайто-Сё) — река в России, протекает по Ямало-Ненецкому АО. Устье реки находится в 84 км по левому берегу реки Нгарка-Хадытаяха. Длина реки составляет 46 км.

## Данные водного реестра
По данным государственного водного реестра России относится к Нижнеобскому бассейновому округу, водохозяйственный участок реки — Пур. Речной бассейн реки — Пур.
Код объекта в государственном водном реестре — 15040000112115300061166.